# Países Baixos nos Jogos Olímpicos de Inverno de 1948
Os Países Baixos competiu nos Jogos Olímpicos de Inverno de 1948, realizados em St. Moritz, Suíça.